# Casinos (Valencia)
Casinos es un municipio de la Comunidad Valenciana, España. situado en el interior de la provincia de Valencia, en la comarca del Campo de Turia. Cuenta con 3000 habitantes (INE 2023).

## Geografía
A los habitantes de casinos se les conoce como "casinenses", derivado etimológico de Casinos tomado desde tiempos de la ocupación romana.
Municipio situado en el extremo noroeste del llano de Liria, en la zona de transición con Los Serranos. Casinos es el último pueblo de la comarca del Campo de Turia donde se habla valenciano, ya que más al oeste la repoblación tras la Reconquista se hizo mayoritariamente con aragoneses.
La superficie del término es casi llana; por los sectores oeste y sur se elevan algunos altozanos que no llegan a sobrepasar los 600 m de altitud. Destacan el Alto de Zalagardos y el cerro de la Clocha.
La rambla de Artaix cruza el término de norte a sur, por el sector este del término, circulando además por las ramblas del Roig y de los Frailes, y el barranco de la Lobera. 
Desde Valencia se accede a esta población a través de la CV-35. Hay una vía de circunvalación que tiene dos salidas próximas a la población: "Casinos este", que entra al pueblo por la carretera de siempre, y "Casinos oeste" que entra a la localidad por el acceso desde Pedralba.

### Localidades limítrofes
El término municipal de Casinos limita con las localidades de Liria y Villar del Arzobispo, ambas de la provincia de Valencia.
La población también limita con Pedralba, Losa del Obispo, Domeño y Alcublas.
La localidad se encuentra al norte de la provincia de Valencia, cercana a los límites con la provincia de Castellón y con la provincia de Teruel.

## Historia
El término estuvo poblado en tiempos prerromanos. Es importante el poblado ibérico de La Torre Seca, en el que se vivió desde comienzos del siglo IV hasta, posiblemente, las guerras sertorianas del siglo I a. C. Restos más o menos contemporáneos de éstos los hay en el cerro del Corral de Pomer, en la alta cima del Castellar y en el Pla. Sobreviviendo hasta la plena romanización existió otro núcleo de población en la Seña. De la época romana avanzada son los restos de El Borreguillo y la Caña del Flare.
El municipio está en las inmediaciones de la rambla de Artaix. En principio la población fue un conjunto de masías esparcidas por la llanura (Mas de Agustín, Masía del Juez Pagán, Masía de Carlos, Casa del Campo, Mas de Muñoz...), dependientes de la parroquial iglesia de Santa Bárbara, erigida en parroquia en 1788 por el Arzobispo Francisco Fabian y Fuero que decretó la Fundación de la parroquial iglesia de Santa Bárbara de Casinos en 1788.

En Casinos nació el dramaturgo y guionista de cine Francisco Ors. Siempre estuvo muy vinculado al pueblo, donde estaba la casa familiar.

## Demografía
Casinos (Valencia) cuenta con una población de 3113 habitantes (INE 2024).
| Gráfica de evolución demográfica de Casinos entre 1857 y 2021 |
| |
| Población de derecho según los censos de población del INE Población de hecho según los censos de población del INEEn 1857 aparece este municipio porque se segrega del municipio Liria |

## Economía
Anteriormente, la totalidad de los cultivos eran de secano, predominando la vid, siguiéndole en importancia el almendro, algarrobo, olivo y cereales. En estos tiempos el regadío se ha modernizado y con ello se han implantado nuevos cultivos como son las naranjas y mandarinas, además de cultivar productos de huerta baja y seguir con el cultivo de almendros, algarrobos y olivos. Es tradicional la fabricación de peladillas y turrones.

## Administración y política
En las elecciones de 2023, Compromís per Casinos obtiene una amplia mayoría, cosechando 8 concejales contra los 2 del PP y 1 de CONTIGO SOM CASINOS. El PSPV-PSOE y Vox no consiguen representación en el consistorio.
| Periodo   | Nombre                                                                | Partido      |
| --------- | --------------------------------------------------------------------- | ------------ |
| 1979-1983 | Salvador Espinosa Muñoz                                               | PSPV-PSOE    |
| 1983-1987 | Joaquín Espinosa Sancho                                               | PSPV-PSOE    |
| 1987-1991 | Joaquín Espinosa Sancho                                               | PSPV-PSOE    |
| 1991-1995 | Joaquín Espinosa Sancho                                               | PSPV-PSOE    |
| 1995-1999 | José Murgui Marz (1995-1996) José Salvador Murgui Soriano (1996-1999) | PSPV-PSOE PP |
| 1999-2003 | José Salvador Murgui Soriano                                          | PP           |
| 2003-2007 | José Salvador Murgui Soriano                                          | PP           |
| 2007-2011 | Miguel Espinosa García                                                | PP           |
| 2011-2015 | Miguel Espinosa García                                                | PP           |
| 2015-2019 | Miguel Espinosa García                                                | PP           |
| 2019-2023 | Miguel Navarré Sancho                                                 | Compromís    |
| 2023-act. | Miguel Navarré Sancho                                                 | Compromís    |

- El 6 de marzo de 2018, la Policía Nacional acudía al domicilio del alcalde Popular, Miguel Espinosa, en el marco de una investigación llevada a cabo por la UDEF (Unidad de Delitos Económicos i Fiscales) que investiga las posibles irregularidades en la adjudicación de empresas de extinción de incendios. Los agentes cerraron el consistorio y ordenaron a los funcionarios que abandonaran el edificio y estuvieran localizables. Se pidió documentación, entre otras, de las actas de adjudicación de obra pública del ayuntamiento.

## Patrimonio

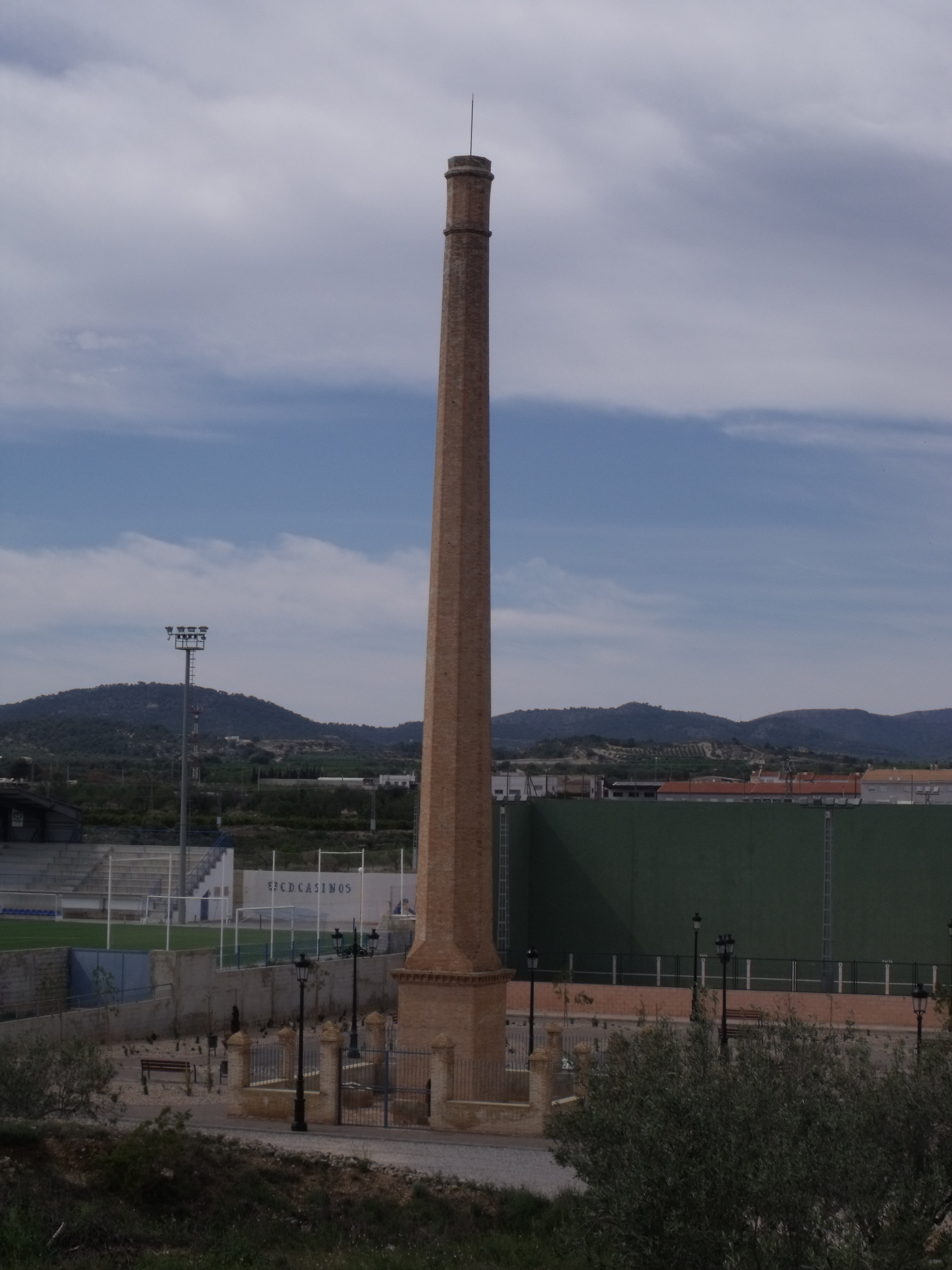
Chimenea del Rajolar (ladrillar).

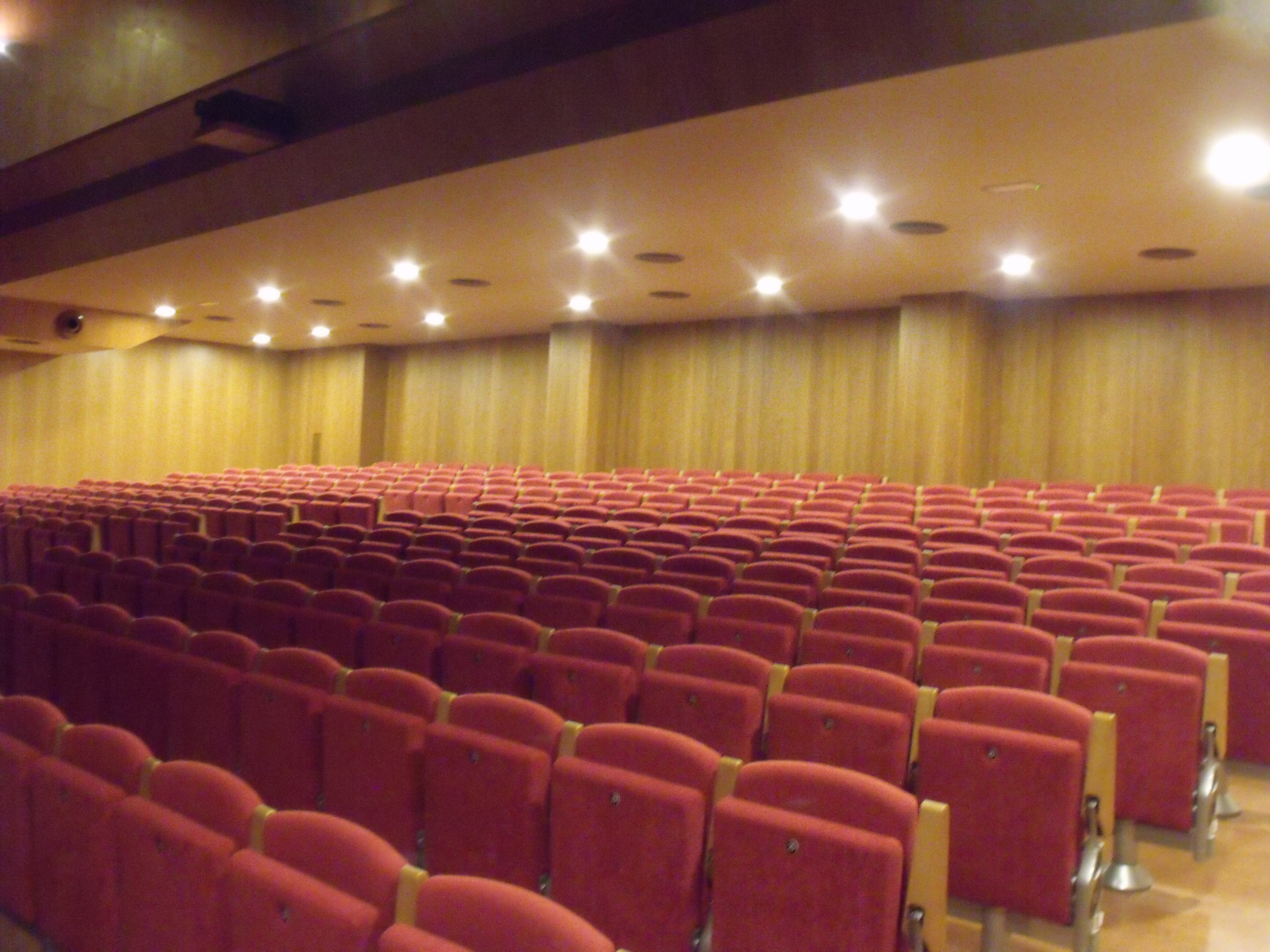
Auditorio de la Unión Musical Casinense

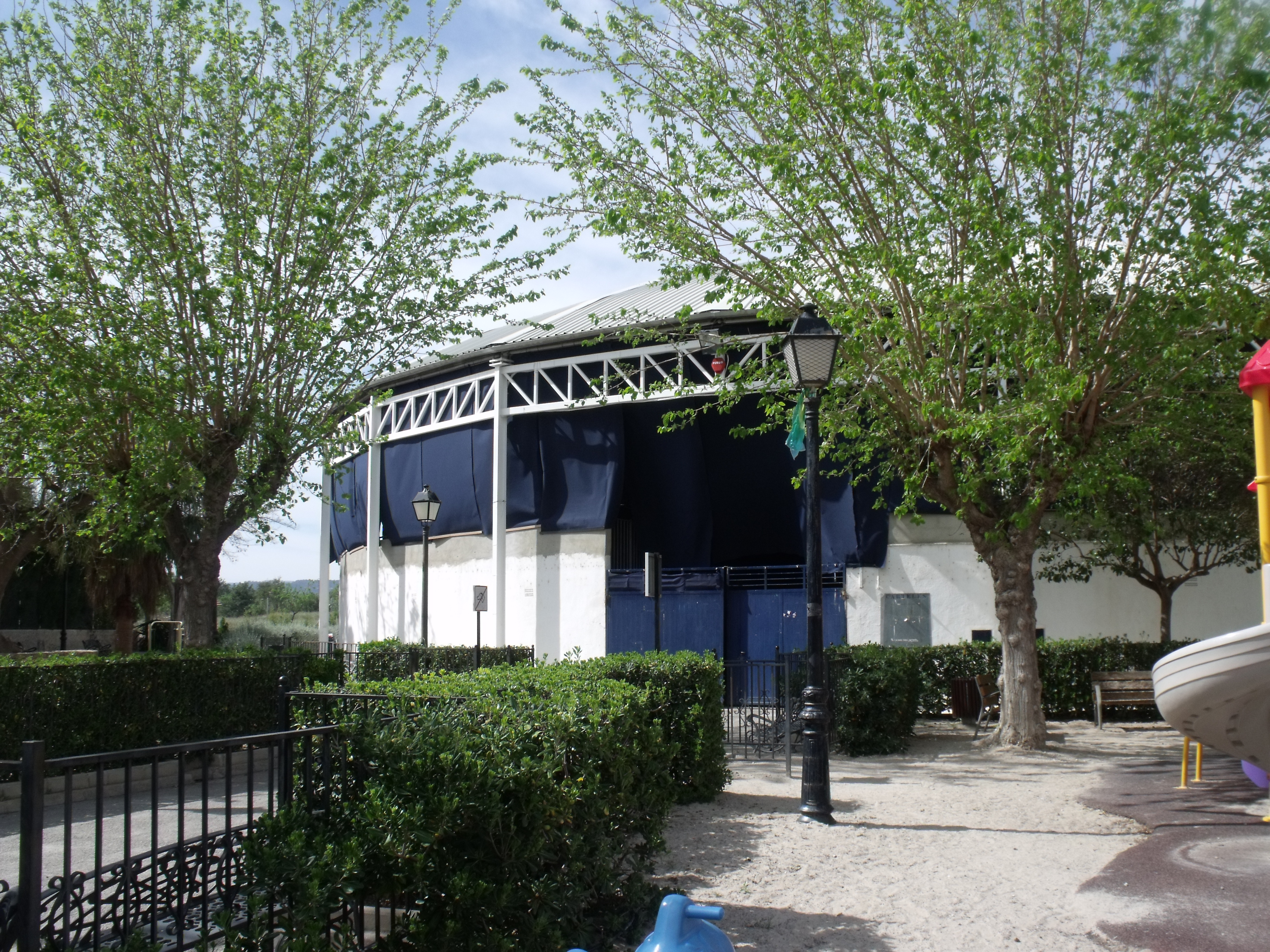
Recinto ferial.

- Iglesia parroquial de Santa Bárbara. El Patrón es el Santísimo Cristo de la Paz. Ambas imágenes (1940) que se encuentran en el altar mayor de la iglesia, son obra del escultor Valenciano Antonio Sanjuán. Esta iglesia está construida sobre la anterior de finales del siglo XVII, el inicio de las obras fue en 1967 y se bendijo en 1993. Una de las mejores joyas de la iglesia es el Sagrario, que es fruto de la restauración del anterior (1940) y que en 1993 en el taller de los Orfebres valencianos Piró, lo convirtieron en una obra de arte. Todas las imágenes son posteriores a 1940, obra de A. Sanjuan (Valencia), a excepción del Sagrado Corazón de Jesús (siglo XIX) que perteneció a los monjes de la Cartuja de Portaceli, un cuadro de la Virgen del Rosario datato del siglo XVIII, un nacimiento compuesto de La Virgen, San José un niño Jesús y un buey del siglo XIX, y las campanillas de la Sacristía del siglo XVIII.
- Ermita de San Roque. Dedicada a este santo.
- Ermita de la Virgen de los Desamparados de Casinos. Dedicada a la Patrona de la Comunidad Valenciana.
- Chimenea del Rajolar. Chimenea de una antigua fábrica de principios del s. XX
- Rambla de Artaj. Cauce de caudal temporal que alberga gran variedad de flora, así como las piedras conocidas en la población como Jacintos. Una calle de la población se inclina en dirección descendente hacia la Rambla, que cruza el sector oeste de la población.
- Recinto ferial de Gallipatos. plaza cerrada donde se celebran los eventos más importantes de la población como las fiestas patronales y la Feria del Dulce Artesano, Peladillas y Turrones de Casinos.
- Avenida de Valencia. Calle principal del municipio, donde se albergan las casas de los maestros artesanos de la población y donde se exponen a la venta sus peladillas, turrones y dulces de repostería.
- Fuente del Cañar. Ubicada en pleno curso de la Rambla Castellarda.
- Acueducto Els Arquets. Pequeño acueducto ubicado cerca del límite con el término municipal de Liria.
- Restos del poblado ibérico de La Torre Seca.
- Mas d'Agustí. Núcleo originario de la actual población de Casinos.

## Parajes naturales

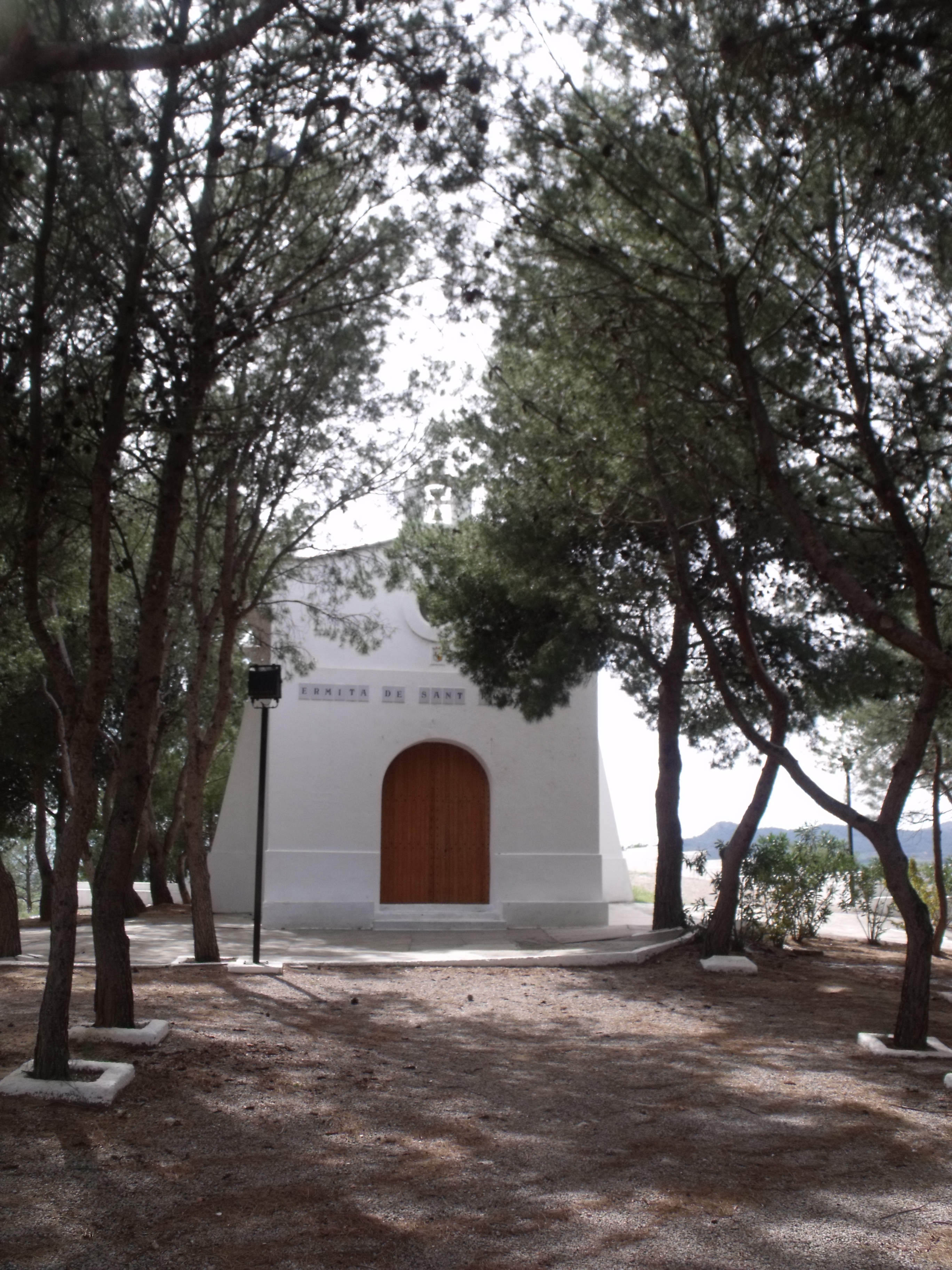
Paraje de la ermita de San Roque

La totalidad de los cultivos eran de secano, predominando la vid, siguiéndole en importancia el almendro, algarrobo, olivo y cereales. 
A partir de la década de los 70-80, comenzó una transformación agrícola, cambiando el sistema tradicional de cultivos. De los cultivos tradicionales se pasó a la huerta baja, consiguiendo excelentes cosechas de alcachofas, sandías, melones... 
También se experimentó con el cultivo de las naranjas, consiguiendo excelentes cosechas en las diferentes variedades citrícolas.
A principios del siglo XXI comienza una nueva transformación del campo instalando el riego localizado, pudiendo mejorar las cosechas no sólo en las naranjas, sino en los campos de almendros y olivos cuyo cultivo se ha mantenido.
Lugares de reposo y esparcimiento, como el parque de la Torre Seca, con zonas de acampada, paelleros y fuentes; la montaña de Giner, donde se encuentra la ermita de San Roque (1892) sombra de frondosos pinos, fuentes de agua potable y proximidad al polideportivo; la fuente del Cañar o el Mas de Agustín, donde antiguamente se asentaba el municipio y con restos arqueológicos.

## Gallipatos
Con respecto a la fauna, durante muchos años se han albergado pequeñas concentraciones de Gallipatos en Casinos, aunque actualmente la especie se encuentra en fase de extinción en la población.
El Recinto ferial de la población es conocido como Gallipatos por la concentración de dicha especie en el entorno cercano.

## Gastronomía
Al margen de su riqueza paisajista, esta localidad es conocida por su repostería artesanal, tanto por sus turrones como por sus peladillas. En la avenida de Valencia se encuentran las casas de los maestros artesanos.
Anteriormente a la construcción de la Autovía del Turia, Casinos era parada obligatoria en el transcurso de acceso a la comarca de Los Serranos y en la actualidad, ya con la autovía (que se extiende de Valencia a Losa del Obispo y desde Losa del Obispo a Ademuz pasa a ser carretera convencional), la población sigue siendo punto de referencia y parada principal en la "Ruta gastronómica" de camino al Alto Turia que tiene su punto de inicio en las peladillas y turrones de Casinos y sigue por los embutidos de las localidades de la comarca vecina de Los Serranos.

### Feria del Dulce Artesano, Peladillas y Turrones de Casinos
El último fin de semana de noviembre se celebra la Feria del Dulce Artesano, creada en el año 2000, en la que se pueden degustar los dulces artesanos típicos del municipio. Esta Feria del Dulce Artesano, Peladillas y Turrones de Casinos es bastante conocida y popular a nivel autonómico por la calidad de sus productos.

## Lengua
Casinos es una localidad de predominio lingüístico en valenciano, es decir, la lengua tradicional histórica de su población es el valenciano.
Casinos es la última población valencianoparlante de la provincia de Valencia en sentido ascendente del trayecto al interior del Alto Turia, puesto que las siguientes poblaciones (Pedralba, Villar del Arzobispo, Losa del Obispo, Domeño y Alcublas) son exclusivamente castellanoparlantes.
La única población también valencianoparlante que limita con Casinos es Llíria.

## Fiestas locales
- Fiestas patronales de Santa Bárbara del 10 al 19 de agosto. En el transcurso de las mismas, se hacen “vaquillas ” (bous al carrer)pero también en plaza de toros, Cabalgata, cenas y comidas populares y todas las noches verbenas populares y actos festivos, todo ello organizado por los Clavarios del Santísimo Cristo de la Paz. Los “Quintos”, celebran su fiesta el segundo fin de semana. El 14 de agosto es el día de la Música, con la presentación de las Reinas Musicales y el día 15 el pasacalle y la tradicional “replegà”. El culto religioso se dedica a San Roque (día 16), con eucaristía Solemne a las 7 horas en la Ermita y por la tarde merienda popular y subasta de rollos bendecidos después de la Procesión. A Santa Bárbara (día 17) se le rinde fiesta con diana, misa, pasacalle, mascletá y procesión. El día 18 es la fiesta más importante: el Santísimo Cristo de la Paz, organizada por los Clavarios, se hace diana, recogida de Clavarios, Misa, al finalizar esta se baja la Imagen y es venerada por toda la población. Pasacalle, mascletá, procesión y fuegos artificiales. San Isidro (día 19) es la tradicional fiesta de los labradores y la Caja Rural que celebra un sorteo popular.
- Del 1 al 8 de agosto el Ayuntamiento organiza la Semana Cultural, con importantes actuaciones Musicales y otras actividades culturales y deportivas.
- Otros eventos: En febrero se bendicen panes el día de San Blas (Pa de san Blai), En marzo se planta una Falla. Fiestas falleras por la Comisión Pensat y Fet, marzo-abril: Fiesta de la Virgen de los Dolores, Mañana de Pascua se reparten huevos de Pascua después del Encuentro, Días de Pascua, se toma la Mona en “La Torreseca”, 15 de mayo: Fiesta del Nacimiento de Casinos, último domingo de mayo: Primeras Comuniones, Corpus Christi: Pasacalle, Procesión y parada en cuatro altares que recuerda las cuatro Basílicas Principales de Roma, último domingo de junio romería al santuario de la Cueva Santa (Altura-Castellón), Julio: Actividades deportivas, agosto: Semana Cultural y Fiestas, septiembre: Recolección Almendra, octubre: Temporada de Caza (Sociedad de Cazadores de Casinos), noviembre: Último fin de semana Feria del Dulce Artesano, diciembre: Día 4 Festividad de Santa Bárbara, Navidad: Festival de la “Pandorga”.

## Festeros
Casinos es de los pocos pueblos, por no decir el único, donde un grupo de personas trabaja de manera desinteresada para acumular el suficiente monto económico para los actos que ocurren durante las fiestas patronales de Santa Bárbara.
Generalmente, estos grupos suelen ser lo que llaman "collas" o "quintas", donde generalmente se caracterizan porque han nacido en el mismo año.
Destacar en este aspecto reciente y pre-pandemia, las organizadas en el año 2018, donde acudió la Orquesta Montecarlo y donde se consiguió aforo completo en el recinto donde se suele instalar la plaza de toros portátil.

## El Pinar de Casinos
El Pinar de Casinos es una urbanización de la localidad valenciana de Casinos. Se accede a ella a través de la carretera que conecta Casinos con la Masía del Juez y La Fuente del Cañar. Tras pasar la Masía de Cerveret y la Masía del Obispo (que quedan en un margen derecho), se sigue la carretera por su dirección izquierda, puesto que el camino a la derecha conduce a la Escalinata (gran salto de agua).
También se puede acceder a El Pinar de Casinos a través de un camino que emerge de la carretera Casinos-Pedralba.
Es el núcleo de población más importante del término municipal de Casinos tras la propia población de Casinos.

### Núcleos de población del término municipal de Casinos
Los territorios o partidas municipales donde se haya núcleos de población permanente son:
- Casinos
- El pinar de Casinos
- La Perica (por su proximidad a Casinos)
- Conjunto poblacional de La Torre Seca-La Sola-La Carrasqueta: Establecimiento de reducidos grupos de inmigrantes asociados a las tareas agrícolas y de Chalés.

## Masías del término municipal de Casinos
- Mas d'Agustí
- Masía de Cerveret
- Masía del Obispo
- Maset de Batallón
- Maset de Baticasas
- Maset de Yerbaseca
- Maset de Carreter
- Maset de Justo
- Caseta d'Arcón
- Casica del pino
- Corral cremat
- Corral d'horta
- Corral del Tio Tono
- Mas de Zornoza
- Mas de Muñoz
- La Perica
- Maset Pepica
- La Mola
- La Hoya
- La Lobera

## Vías fluviales que cruzan el término municipal de Casinos
- Rambla de Artaj. Cruza el pueblo de Casinos.
- Rambla del Roig
- Rambla Castellarda
- Rambla de los Frailes
- Rambla de La Aceña (La Senya)
- Barranco de La Lobera
- Canal Principal del embalse de Benagéber
- Barranco de Cañizares
- Barranco del Charco del Moro
- Azarbe del Cañadiso y Covetes de Lázaro
- Azarbe de la Cañada del Lobo
- Azarbe dels arquets
- Azarbe de los frailes
- Azarbe de la pista de Cerveret